# Буконвиль
Буконви́ль (фр. Bouconville) — коммуна во Франции, находится в регионе Шампань — Арденны. Департамент коммуны — Арденны. Входит в состав кантона Монтуа. Округ коммуны — Вузье.
Код INSEE коммуны — 08074.
Коммуна расположена приблизительно в 185 км к востоку от Парижа, в 45 км северо-восточнее Шалон-ан-Шампани, в 60 км к югу от Шарлевиль-Мезьера.

## Население
Население коммуны на 2008 год составляло 51 человек.
| 1962 | 1968 | 1975 | 1982 | 1990 | 1999 | 2008 |
| ---- | ---- | ---- | ---- | ---- | ---- | ---- |
| 97   | 111  | 84   | 65   | 55   | 55   | 51   |

## Экономика

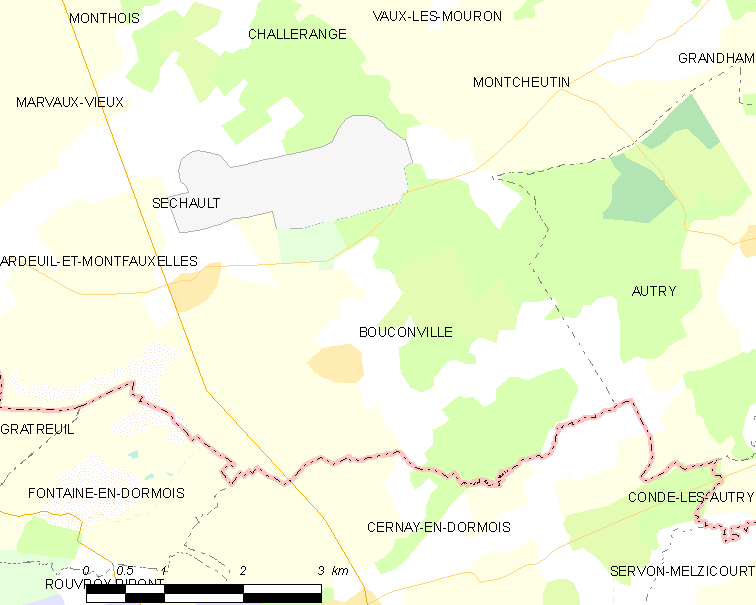
Карта коммуны

В 2007 году среди 29 человек в трудоспособном возрасте (15—64 лет) 21 были экономически активными, 8 — неактивными (показатель активности — 72,4 %, в 1999 году было 54,3 %). Из 21 активных работали 20 человек (13 мужчин и 7 женщин), безработной была 1 женщина. Среди 8 неактивных 3 человека были пенсионерами, 5 были неактивными по другим причинам.